# Bernard Hinault

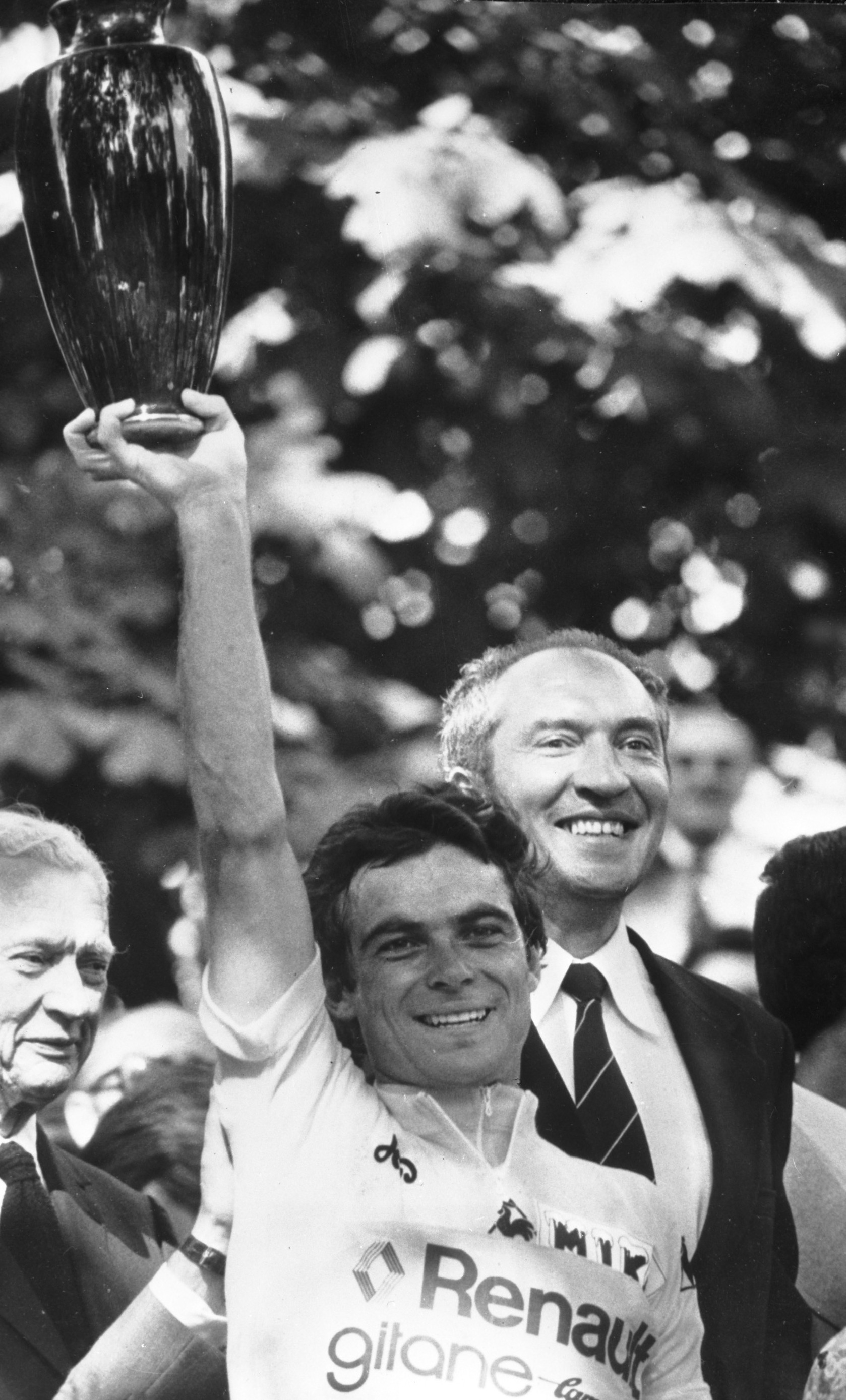
Bernard Hinault nach seinem Sieg bei der Tour de France 1978

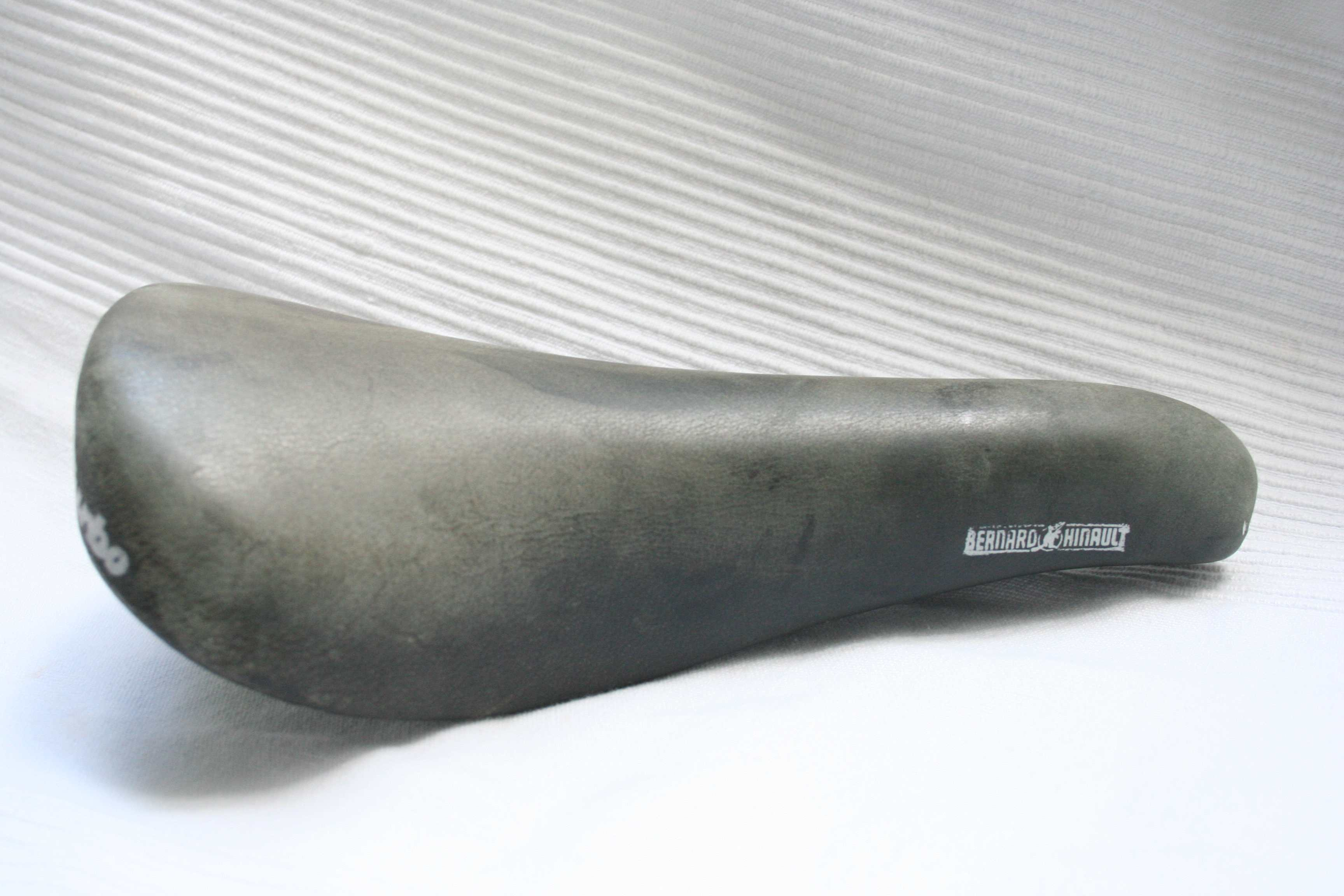
Selle Italia „Turbo“ Modell „Bernard Hinault“

Bernard Hinault (* 14. November 1954 in Yffiniac in der Bretagne) ist ein ehemaliger französischer Radrennfahrer. Zwischen 1978 und 1985 konnte der von der französischen Bevölkerung aufgrund seiner taktischen Cleverness Le Blaireau („der Dachs“) genannte Hinault als dritter Fahrer überhaupt fünf Siege bei der Tour de France erringen. Hinault ist nach seinem Tour-de-France-Sieg 1985 der seitdem letzte Franzose, der den Wettbewerb gewinnen konnte.

## Radsport-Karriere
Als Amateur gewann er die nationale Meisterschaft in der Einerverfolgung 1974. Hinault begann 1974 seine professionelle Karriere als Radrennfahrer. Insgesamt erreichte er 28 Etappensiege (davon 13 bei Einzelzeitfahren). Er hat ebenso wie Jacques Anquetil (1964), Eddy Merckx (1974) und Miguel Indurain (1995) fünf Tour-de-France-Siege errungen (1978, 1979, 1981, 1982 und 1985), den zweiten Platz erreichte er 1984 und 1986. Bernard Hinault konnte alle drei Grand Tours mehrmals gewinnen: 1980, 1982 und 1985 siegte er beim Giro d’Italia, 1978 und 1983 gewann er die Vuelta a España.
Mit mehr als 200 Siegen in seiner zwölfjährigen Karriere war Hinault ein echter Allrounder und konnte sich auch in Eintagesrennen durchsetzen. 1980 gewann er die Straßen-Radweltmeisterschaft. Weitere Siege konnte er bei den Klassikern wie Paris–Roubaix (1981), Lüttich–Bastogne–Lüttich (1977 und 1980) sowie der Lombardei-Rundfahrt (1979 und 1984) verbuchen. 1976 siegte er in der Tour d’Indre-et-Loire. Viermal in Folge (1978–1981) wurde er von der Sportzeitung L’Équipe zu Frankreichs Sportler des Jahres („Champion des champions“) gewählt.
| Grand Tour            | 1975 | 1976 | 1977 | 1978 | 1979 | 1980 | 1981 | 1982 | 1983 | 1984 | 1985 | 1986 |
| --------------------- | ---- | ---- | ---- | ---- | ---- | ---- | ---- | ---- | ---- | ---- | ---- | ---- |
| Vuelta a EspañaVuelta | –    | –    | –    | 1    | –    | –    | –    | –    | 1    | –    | –    | –    |
| Giro d’ItaliaGiro     | –    | –    | –    | –    | –    | 1    | –    | 1    | –    | –    | 1    | –    |
| Tour de FranceTour    | –    | –    | –    | 1    | 1    | DNF  | 1    | 1    | –    | 2    | 1    | 2    |

| Weltmeisterschaft   | 1975 | 1976 | 1977 | 1978 | 1979 | 1980 | 1981 | 1982 | 1983 | 1984 | 1985 | 1986 |
| ------------------- | ---- | ---- | ---- | ---- | ---- | ---- | ---- | ---- | ---- | ---- | ---- | ---- |
| StraßenrennenStraße | –    | 6    | 8    | 5    | 21   | 1    | 3    | DNF  | –    | DNF  | DNF  | 59   |

| Monument                 | 1975 | 1976 | 1977 | 1978 | 1979 | 1980 | 1981 | 1982 | 1983 | 1984 | 1985 | 1986 |
| ------------------------ | ---- | ---- | ---- | ---- | ---- | ---- | ---- | ---- | ---- | ---- | ---- | ---- |
| Mailand–Sanremo          | 54   | –    | –    | –    | 7    | –    | –    | –    | –    | –    | –    | –    |
| Flandern-Rundfahrt       | –    | –    | –    | 11   | –    | –    | –    | –    | –    | –    | –    | –    |
| Paris–Roubaix            | –    | –    | –    | 13   | 11   | 4    | 1    | 9    | –    | –    | –    | –    |
| Lüttich–Bastogne–Lüttich | –    | –    | 1    | –    | 2    | 1    | 18   | –    | 32   | 19   | 18   | –    |
| Lombardei-Rundfahrt      | –    | 17   | –    | 3    | 1    | –    | –    | –    | –    | 1    | –    | –    |

## Nach der aktiven Laufbahn
Hinault zog sich 1986 vom aktiven professionellen Radrennsport zurück. Im selben Jahr erhielt er die ranghöchste Auszeichnung Frankreichs, die Mitgliedschaft in der Ehrenlegion, von François Mitterrand. Heute züchtet Bernard Hinault auf seinem Hof in Calorguen in der Nähe von Dinan Charolais-Rinder. Lange arbeitete er in der Öffentlichkeitsarbeit für das Organisationsteam der Tour de France (ASO), was ihn bei den Siegerehrungen regelmäßig zu einem der ersten Gratulanten der Fahrer machte. Einer seiner zwei Söhne arbeitet als Logistikverantwortlicher ebenfalls im Organisationsteam.
Im März 2016 gab Hinault bekannt, dass er sich nach der 2016er-Tour de France aus der ASO zurückziehen werde, um seinen Ruhestand zu genießen.